# Barrage d'Uluborlu
Le barrage d'Uluborlu est un barrage en Turquie. Uluborlu est un chef-lieu de district de la province d'Isparta situé en aval du barrage.

## Sources
- (en) www.dsi.gov.tr/tricold/uluborlu.htm Site de l'agence gouvernementale turque des travaux hydrauliques